# Intento de golpe de Estado contra el Gobierno Regional de Amhara
El 22 de junio de 2019, facciones de las fuerzas de seguridad de la región de Amhara en Etiopía intentaron un golpe de Estado contra el gobierno regional, durante el cual fue asesinado el presidente de la región de Amhara, Ambachew Mekonnen. Un guardaespaldas del lado de las facciones nacionalistas asesinó al General Se'are Mekonnen, el Jefe del Estado Mayor General de la Fuerza de Defensa Nacional Etíope, así como a su asistente, el General de División Gizae Aberra. La Oficina del Primer Ministro acusó al general de brigada Asaminew Tsige, jefe de las fuerzas de seguridad de la región de Amhara, de liderar el complot. Tsige más tarde fue asesinado a tiros después de escapar por parte la Policía de Etiopía.
Decenas de personas murieron en los enfrentamientos durante la fallida intentona golpista en la región etíope de Amhara.

## Historia
Etiopía ha enfrentado históricamente conflictos étnicos, y el gobierno estableció un sistema de federalismo étnico en virtud de la Constitución de Etiopía de 1995, estableciendo a la Región Amhara como una región subnacional donde la población está compuesta predominantemente por el pueblo Amhara. Los distritos tradicionales de Wolkait y Raya Azebo habían sido parte de las provincias de Begemder y Wollo respectivamente, pero se unieron a la Región de Tigray.
El Frente Democrático Revolucionario del Pueblo Etíope (EPRDF) y el Movimiento Democrático Nacional Amhara (ANDM) (rebautizado como Partido Democrático Amhara (ADP)) habían sido acusados de "disciplinar al pueblo Amhara en lugar de representarlo". A pesar de estas quejas, el nacionalismo de Amhara siguió siendo una fuerza marginal durante las dos primeras décadas del orden liderado por el EPRDF. Las élites políticas de Amhara continuaron colocando sus acciones en el nacionalismo panetíope y rechazaron en gran medida la autoidentificación étnica en favor de una etíope puramente. En consecuencia, la región votó abrumadoramente por las alianzas de oposición de la Coalición para la Unidad y la Democracia y las Fuerzas Democráticas de Etiopía Unidas en las elecciones generales de 2005, que se habían desarrollado en plataformas pan-etíopes decisivas.
El ascenso de Abiy Ahmed al poder alentó la creencia de que el Frente de Liberación Popular de Tigray (TPLF, por sus siglas en inglés) estaba en declive y motivó a los nacionalistas de Amhara a impulsar el "retorno" de las regiones "perdidas" en la región de Tigray. Esto fue fuertemente resistido bajo el liderazgo de Debretsion Gebremichael.
En marzo de 2019, el presidente regional de Amhara, Gedu Andargachew, renunció por razones no declaradas, pero advirtió sobre el creciente peligro del "nacionalismo estrecho" en su discurso de despedida. Ambachew Mekonnen lo reemplazó. Con este fin, nombró al general retirado y ex-preso político Asaminew Tsige como jefe de las fuerzas de seguridad regionales. Asaminew pronunció un discurso "incendiario" en junio en la graduación de miembros de las fuerzas de seguridad, supuestamente lleno de invectiva nacionalista de Amhara.

## Eventos
A primeras horas de la tarde del 22 de junio, los testigos afirmaron haber visto y escuchado explosiones en la sede de la Comisión Regional de Policía, las oficinas de la legislatura regional y la sede de la administración regional. Poco después, los observadores informaron sobre disparos en Addis Abeba, incluida la Embajada de los Estados Unidos. La Oficina del Primer Ministro dijo que un "escuadrón de ataques" que informaba al Brigadier Genenal Asaminew Tsige, Jefe de la Oficina de Paz y Seguridad de la Región de Amhara, había irrumpido en una reunión del gabinete regional y abrió fuego. Según Reuters, la agenda de la reunión se refería a los intentos de Asaminew de reclutar abiertamente milicias étnicas.
En una declaración, poco después de la medianoche del 23 de junio, el Primer Ministro Abiy Ahmed anunció que el General Se'are Mekonnen, Jefe de Estado Mayor de la Fuerza de Defensa Nacional de Etiopía, había sido atacado por "personas en su entorno cercano" que habían sido "comprados por contratado elementos ". A la mañana siguiente, Radio Dimtsi Weyane informó que Se'are y su ayudante, el General de División Gizae Aberra, habían muerto a causa de sus heridas. La Agencia de Medios de Comunicación de Amhara también informó que el presidente de la región de Amhara, Ambachew Mekonnen, había sido asesinado junto con el asesor Ezez Wassie. La procuradora general de la región de Amharra, Megbaru Kebede, también resultó gravemente herida y murió el 24 de junio de 2019.
Asaminew permaneció en libertad durante 36 horas después del intento. Los medios estatales confirmaron que la policía lo mató a tiros cerca de Bahir Dar el 24 de junio, mientras que varios de sus presuntos cómplices de conspiración fueron detenidos .
El gobierno dio detalles contradictorios sobre el guardaespaldas que asesinó al general Seare Mekonen. Los informes iniciales indicaron que el sospechoso fue arrestado. Sin embargo, el 24 de junio de 2019, la policía dijo que el sospechoso se había suicidado para evitar el arresto. Se emitió otro informe después de menos de 24 horas, y la policía cambió la narrativa y dijo que el sospechoso resultó herido y estaba recibiendo tratamiento.

## Consecuencias Internas
Tras el intento de golpe, se cerró el acceso a Internet en todo el país. Etiopía permaneció fuera de línea dos días después sin una explicación oficial. El primer ministro Abiy pidió la unidad contra las "fuerzas del mal" y las banderas ondearon a media asta el lunes cuando el gobierno declaró un día nacional de luto.

## Reacción Internacional

### Unión Europea
La Unión Europea pidió "moderación" a la clase política de Etiopía e instó a continuar las "reformas pacíficas y democráticas" en el país. "En estas circunstancias difíciles, la UE pide moderación a todas las partes del espectro político etíope, tanto a nivel nacional como regional", indicó en un comunicado una portavoz de la alta representante de la UE para la Política Exterior, Federica Mogherini.

### Organización de las Naciones Unidas
La ONU solicitó  moderación a todo el espectro político etíope y contención ante cualquier forma de violencia, instando al país a continuar con sus reformas, después de que su secretario general, António Guterres, expresara su "profunda preocupación" por la asonada.

## Enlace
- Esta obra contiene una traducción  derivada de «2019 Amhara Region coup d'état attempt» de Wikipedia en inglés, publicada por sus editores bajo la Licencia de documentación libre de GNU y la Licencia Creative Commons Atribución-CompartirIgual 4.0 Internacional.